# Vrhovec Bednjanski
Vrhovec Bednjanski – wieś w Chorwacji, w żupanii varażdińskiej, w gminie Bednja. W 2011 roku liczyła 39 mieszkańców.